# Rally-VM 1993
Rally-VM 1993 kördes över 13 omgångar. Mästare blev Juha Kankkunen, som förste förare tog sin fjärde VM-titel.

## Delsegrare
| Rally               | Vinnare           | Märke  |
| ------------------- | ----------------- | ------ |
| Monte Carlo-rallyt  | Didier Auriol     | Toyota |
| Svenska rallyt      | Mats Jonsson      | Ford   |
| Portugisiska rallyt | François Delecour | Ford   |
| Safarirallyt        | Juha Kankkunen    | Toyota |
| Korsikanska rallyt  | François Delecour | Ford   |
| Akropolisrallyt     | Miki Biasion      | Ford   |
| Argentinska rallyt  | Juha Kankkunen    | Toyota |
| Nyzeeländska rallyt | Colin McRae       | Subaru |
| Finska rallyt       | Juha Kankkunen    | Toyota |
| Australienrallyt    | Juha Kankkunen    | Toyota |
| Sanremorallyt       | Franco Cunico     | Ford   |
| Katalanska rallyt   | François Delecour | Ford   |
| Brittiska rallyt    | Juha Kankkunen    | Toyota |

## Slutställning
| Plats | Förare            | Märke  | Poäng |
| ----- | ----------------- | ------ | ----- |
| 1     | Juha Kankkunen    | Toyota | 135   |
| 2     | François Delecour | Ford   | 112   |
| 3     | Didier Auriol     | Toyota | 92    |
| 4     | Miki Biasion      | Ford   | 76    |
| 5     | Colin McRae       | Subaru | 50    |
| 6     | Carlos Sainz      | Lancia | 50    |